# Archaeoteleia onamata
Archaeoteleia onamata (лат.) — вид наездников из семейства Platygastridae (Scelioninae, или Scelionidae, по другим классификациям). Новая Зеландия. Длина самок 5,6—6,4 мм (самцы — 4,8—5,0 мм). Один из крупнейших представителей рода Archaeoteleia. Общая окраска от желтовато-коричневой до темно-бурой и почти чёрной. Нижнечелюстные щупики 5-члениковые; нижнегубные щупики состоят из 3 сегментов. Усики у обоих полов 12-члениковые. Формула члеников лапок: 5-5-5; формула шор ног: 1-2-2.
Вид был описан в 2007 году в ходе ревизии рода, проведённой энтомологами Джоном Эрли (John W. Early, Новая Зеландия), Любомиром Маснером (Lubomir Masner, Канада) и Норманом Джонсом (Norman F. Johnson, США). Название вида «onamata» на языке маори означает 'Из древнейших времён', учитывая предположение, что это наиболее плезиоморфный вид рода.